# Spectrum (groupe)
Pour les articles homonymes, voir Spectrum.
Spectrum est un groupe australien de rock progressif fondé en 1969 et séparé en 1973. Ses membres se produisent également sous le nom Indelible Murtceps entre 1971 et 1973. Il s'est reformé dans les années 1990 en tant que Spectrum Plays the Blues avant de reprendre son nom d'origine.

## Histoire
Spectrum est fondé en avril 1969 par Mike Rudd (en), chanteur et guitariste natif de Nouvelle-Zélande, avec le bassiste Bill Putt, le claviériste Lee Neale et le batteur Mark Kennedy (en). Le groupe signe chez Harvest Records, le label « progressif » de la maison de disques EMI, rencontre le succès dès son premier 45 tours, I'll Be Gone / Launching Place Part II, qui se classe en tête du hit-parade australien à sa sortie en janvier 1971. Bien que Kennedy figure sur le single, il a quitté le groupe en août 1970 pour être remplacé par Ray Arnott (en).
Deux albums de Spectrum voient le jour en 1971 : Spectrum Part One (enregistré avec Kennedy) au mois d'avril et le double album Milesago (enregistré avec Arnott) en décembre. Tous deux proposent une musique complexe et intellectuelle, avec de longs morceaux se rattachant au genre du rock progressif. Mike Rudd explique que cette évolution est en partie accidentelle, le groupe ayant allongé ses chansons pour compenser la faible étendue de son répertoire. Craignant que le sérieux de Spectrum ne nuise à ses perspectives commerciales, les membres du groupe lancent un projet secondaire, les « Indelible Murtceps », avec des chansons plus simples et dansantes, tout l'inverse de Spectrum. Murtceps est d'ailleurs Spectrum écrit à l'envers. Les deux formations sont à l'affiche de la première édition du Sunbury Pop Festival, en janvier 1972.
Lee Neale quitte Spectrum et les Murtceps en septembre 1972. John Mills le remplace, mais lorsque Arnott annonce en mars 1973 qu'il part rejoindre Mighty Kong (en), Mike Rudd décide de mettre un terme à l'existence des deux groupes. Un ultime album studio crédité aux deux formations,  Testimonial, sort en juillet, quelques mois après leur concert d'adieu donné le 15 avril 1973 au Dallas Brooks Hall de Melbourne. Ce concert est immortalisé par l'album live Terminal Buzz,.
Après la séparation de Spectrum, Mike Rudd, Bill Putt et John Mills forment Ariel. Les deux premiers continuent à jouer ensemble au cours des décennies qui suivent, réutilisant le nom de Spectrum pour des tournées en 1984 et 1989-1991. Ils adoptent le nom « Spectrum Plays the Blues » pour enregistrer deux albums de reprises de classiques du blues, Spill (1999) et No Thinking (2004). Accompagnés du batteur Peter Robertson et du claviériste Daryl Roberts, ils reprennent le nom de Spectrum pour une série d'EP à partir de 2008. Bill Put meurt le 7 août 2013 d'un infarctus du myocarde. Il est remplacé par Broc O'Connor.

## Membres

### Membres actuels
- Mike Rudd (en) : chant, guitare, harmonica (1969-1973, depuis 1999)
- Daryl Roberts : claviers (depuis 1999)
- Peter Robertson : batterie, percussions (depuis 1999)
- Broc O'Connor : basse (depuis 2013)

### Anciens membres
- Bill Putt : basse (1969-1973, 1999-2013)
- Lee Neale : claviers, chœurs (1969-1972)
- Mark Kennedy (en) : batterie (1969-1970)
- Ray Arnott (en) : batterie, chœurs (1970-1973)
- John Mills : claviers (1972-1973)

## Discographie

### Albums studio
- 1971 : Spectrum Part One
- 1971 : Milesago
- 1973 : Warts Up Your Nose (Indelible Murtceps)
- 1973 : Testimonial (Spectrum and Indelible Murtceps)
- 1999 : Spill (Spectrum Plays the Blues)
- 2004 : No Thinking (Spectrum Plays the Blues)

### Album en concert
- 1973 : Terminal Buzz (Spectrum and Indelible Murtceps)

### Compilations
- 1984 : Red Orange Yellow Green Blue Indigo Violet (Spectrum and Indelible Murtceps)
- 1991 : Ghosts: Post-Terminal Reflections (Spectrum and Murtceps)

### EP
- 2008 : Breathing Space
- 2009 : Breathing Space Too
- 2011 : Breathing Space As Well

### Singles
- 1971 : I'll Be Gone / Launching Place Part II
- 1971 : Trust Me / Going Home
- 1971 : But That's Alright / Play a Song That I Know
- 1972 : Esmeralda / We Are Indelible (Indelible Murtceps)
- 1973 : Indelible Shuffle / Ray's Boogie